# استان کانچیس
استان کانچیس (به اسپانیایی: Provincia de Canchis) یک استان در پرو است که در منطقه کوزکو واقع شده‌است. استان کانچیس ۳٬۹۹۹٫۲۷ کیلومتر مربع مساحت و ۹۵٬۷۷۴ نفر جمعیت دارد.